# Paracornulum sinclairi
Paracornulum sinclairi är en svampdjursart som beskrevs av Hallmann. Paracornulum sinclairi ingår i släktet Paracornulum och familjen Acarnidae.
Artens utbredningsområde är havet kring Australien. Inga underarter finns listade i Catalogue of Life.